# ریو جین
ریو جین (کره‌ای: 류진؛ زادهٔ ایم یو جین در ۱۶ نوامبر ۱۹۷۲) بازیگر اهل کره جنوبی است.

## فیلم‌شناسی

### فیلم
- فیل روی دوچرخه (۲۰۰۷)
- دوست مرده (۲۰۰۴)
- غم عمیق (۱۹۹۷)

### مجموعه تلویزیونی
- خانواده رؤیایی من باش (کی‌بی‌اس، ۲۰۲۱)
- داستان عشق خانگی در نقش سون جونگ هو (کی‌بی‌اس، ۲۰۲۰–۲۱)
- جانگ می، بدو (اس‌بی‌اس، ۲۰۱۴–۲۰۱۵)
- به سوی شعله‌های آتش (تی‌وی چوسان، ۲۰۱۲)
- نخست‌وزیر و من (کی‌بی‌اس۲، ۲۰۱۳–۲۰۱۴)
- استند بای (ام‌بی‌سی، ۲۰۱۲)[۱][۲]
- هزاران بوسه (ام‌بی‌سی، ۲۰۱۱)
- صورت بچه گانه زیبا (کی‌بی‌اس۲، ۲۰۱۱)[۳]
- مأمور مخفی خانم اوه (کی‌بی‌اس۲، ۲۰۱۰)[۴]
- هزاران بار عاشقتم (اس‌بی‌اس، ۲۰۰۹)
- بیمارستان عمومی ۲ (ام‌بی‌سی، ۲۰۰۸)[۵]
- رقبای قدرتمند (کی‌بی‌اس۲، ۲۰۰۸) (حضور افتخاری)
- مامان عصبانی (کی‌بی‌اس۲، ۲۰۰۸)
- رسوایی پایتخت (کی‌بی‌اس۲، ۲۰۰۷)
- عشق حقیقی (ام‌بی‌سی، ۲۰۰۶)
- افسانه سودانگ (اس‌بی‌اس، ۲۰۰۵)
- شبدر سه برگ (اس‌بی‌اس، ۲۰۰۵)[۶]
- اوه پیل سونگ، بونگ سون یونگ (کی‌بی‌اس۲، ۲۰۰۴)
- جنگ رزها (ام‌بی‌سی، ۲۰۰۴)
- عطر تابستان (کی‌بی‌اس۲، ۲۰۰۳)
- تریو (ام‌بی‌سی، ۲۰۰۲)
- عشق من کیه؟ (کی‌بی‌اس۲، ۲۰۰۲)
- قلب پاک (کی‌بی‌اس۲، ۲۰۰۱)
- گل شب‌بو (کی‌بی‌اس۲، ۲۰۰۱)
- ایر فورس (ام‌بی‌سی، ۲۰۰۰)
- فراتر از عشق (این ته کانگ) (ام‌بی‌سی، ۲۰۰۰)
- هیچ‌کس نمی‌تواند دوست داشته باشد (ام‌بی‌سی، ۲۰۰۰)
- طلوع خورشید، طلوع ماه (کی‌بی‌اس۱، ۱۹۹۹)
- عشق در سه رنگ (کی‌بی‌اس۲، ۱۹۹۹)
- رومنس (اس‌بی‌اس، ۱۹۹۸)

### ورایتی شو
- دزدان دختر (๋جی‌تی‌بی‌سی، ۲۰۲۲)؛ عضو بازیگران[۷]
- بابا! کجا می‌ریم؟ فصل ۲ (ام‌بی‌سی، ۲۰۱۴)[۸]